# Procuratore del re (Belgio)

I 12 arrondissement giudiziari del Belgio dalla riforma del 2014.

In Belgio il procuratore del re (in francese: procureur du roi, olandese: procureur des Konings e in tedesco: Prokurator des Königs) e i suoi sostituti agiscono come pubblici ministeri presso il tribunale di primo grado, il tribunale di polizia e il tribunale commerciale. Insieme costituiscono la procura del re.
Per ogni arrondissement giudiziario vi è un pubblico ministero e anche un procuratore federale, competente in tutto il regno, che è il pubblico ministero per quanto concerne i casi penali più gravi legati al terrorismo o alla criminalità organizzata.
In materia penale, l'ufficio del procuratore del re interviene non appena viene condotta l'indagine penale (durante l'informazione e le indagini presso i tribunali investigativi, la camera di consiglio e la camera d'accusa). Quando un caso viene presentato al tribunale penale per essere esaminato nel merito, è richiesta la prosecuzione dell'azione penale.

## Missione

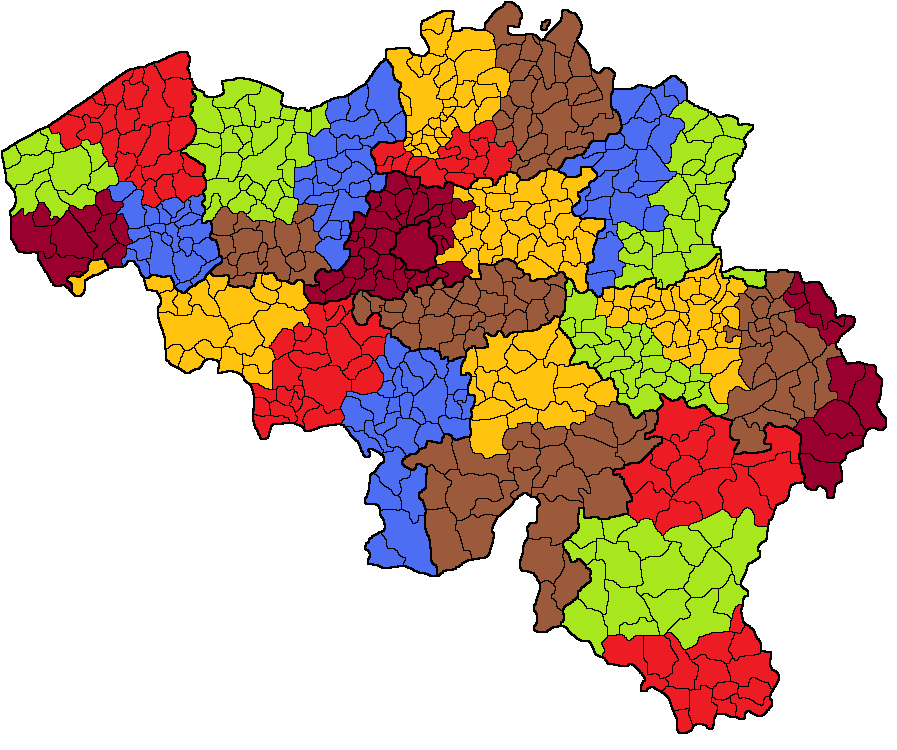
I 27 arrondissement giudiziari in Belgio, prima della riforma del 2014

Il procuratore del re rappresenta e difende i diritti e gli interessi della società e garantisce l'osservanza delle leggi, l'applicazione delle decisioni giudiziarie e il rispetto dell'ordine pubblico.

## Organizzazione
La procura è un organo gerarchicamente strutturato i cui membri, sono nominati e revocati dal Re (in Belgio, sono nominati e revocati con Regio Decreto del governo federale, che è presentato al re, il quale lo firma). In cima a questa piramide vi è il ministro della giustizia, che può, attraverso una "ingiunzione positiva" istruire i pubblici ministeri a perseguire un caso specifico (non può, tuttavia, dare "un'ingiunzione negativa", in modo da non continuare o interrompere il procedimento). Il procuratore generale presso la Corte di cassazione è il più alto pubblico ministero in Belgio. È il rappresentante del ministero pubblico in questa giurisdizione e sovrintende anche gli avvocati generali presso le corti d'appello. È assistito da diversi avvocati generali.
Il procuratore generale esercita il suo ufficio presso una delle cinque corti d'appello del paese, ciascuna competente per la giurisdizione dei diversi arrondissement giudiziari. Supervisiona i pubblici ministeri del re della sua giurisdizione all'interno della Corte d'appello e ha anche un potere di ingiunzione positiva nei loro confronti. Il Procuratore generale controlla anche gli ufficiali di polizia giudiziaria nella sua giurisdizione. In materia penale, il procuratore generale delle corti d'appello è responsabile dell'esercizio della polizia giudiziaria, nella ricerca dei crimini, nella raccolta delle prove, nell'arresto dei responsabili e nella loro consegna alle autorità giudiziarie competenti. Dà anche il suo parere sull'applicazione della legge, in casi particolari, l'applicazione di mezzi giudiziari e garantisce l'esecuzione delle sentenze.
Il procuratore del re esercita il ministero pubblico a livello di arrondissement giudiziario, al tribunale di primo grado. Il suo scopo è l'indagine e il perseguimento di tutti i reati di cui è a conoscenza. (di iniziativa, attraverso la denuncia di un agente di polizia o attraverso una parte civile a un giudice istruttore). È assistito da uno o più sostituti.